# پرچم داغستان
پرچم داغستان پس از تغییر آن از جمهوری خودمختار شوروی سوسیالیستی داغستان به جمهوری داغستان در فدراسیون روسیه رسماً در تاریخ ۲۶ فوریهٔ ۱۹۹۴ پذیرفته شد. این پرچم نخست دارای تناسب ۱:۲ بود اما در ۱۹ نوامبر ۲۰۰۳ این نسبت به ۲:۳ تغییر یافت.

## مشخصات و نمادشناسی
پرچم سه‌رنگ داغستان از سه نوار افقی هم‌اندازه به رنگ‌های سبز در بالا، آبی در میان و قرمز در پایین تشکیل شده است؛ که رنگ سبز نماد اسلام، رنگ آبی نماد دریای خزر و قرمز نماد شجاعت و وفاداری است.

## پرچم‌های تاریخی
به‌دنبال تشکیل جمهوری خودمختار شوروی سوسیالیستی داغستان از جمهوری کوهستانی قفقاز شمالی در سال ۱۹۲۱ چندین پرچم نیز به‌عنوان پرچم‌های این جمهوری پذیرفته‌شد. نخست حروف ДАССР را به‌نشانهٔ سرواژه‌های نام جمهوری جدید بر روی پرچم سرخ قرار دادند. با فروپاشی اتحاد جماهیر شوروی، داغستان حرف А به نشانهٔ Автономная به‌معنای خودمختاری را از پرچم خود برداشت و نوشتهٔ روی آن به ДССР تغییر یافت. احتمالاً برای مدت کوتاهی نیز در ۱۹۹۳ و ۱۹۹۴ پرچمی با نوارهای افقی آبی و زرد مورد استفاده قرار گرفت تا آنکه واریاسیونی از پرچم سه‌رنگ کنونی در سال ۱۹۹۴ پذیرفته شد.

پرچم امامت قفقاز (امامت داغستان) در سدهٔ نوزدهم
پرچم جمهوری کوهستانی قفقاز شمالی (۱۹۲۱-۱۹۲۴)
پرچم جمهوری خودمختار شوروی سوسیالیستی داغستان (۱۹۲۷-۱۹۲۷)
پرچم جمهوری خودمختار شوروی سوسیالیستی داغستان (۱۹۲۷-۱۹۵۴)
پرچم جمهوری خودمختار شوروی سوسیالیستی داغستان (۱۹۵۴-۱۹۹۱)
پرچم داغستان (۱۹۹۴-۲۰۰۳)

## پرچم‌های دیگر

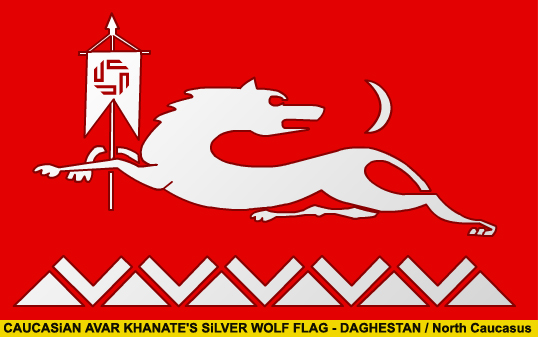
پرچم آوارهای قفقازی داغستان
پرچم کومیک‌های داغستان